# Ишпуини
Ишпуини (Ишпуэни, Ушпина) или Ишпуини, сын Сардури — третий известный царь Урарту, правивший около 828—810 годов до н. э., сын царя Сардури I. Ишпуини известен благодаря многим своим сохранившимся надписям, где он зачастую фигурирует совместно со своим сыном Менуа, а также благодаря упоминанию в надписи ассирийского царя Шамши-Адада V, современником которого он являлся. Ишпуини носил пышный титул «Царь великий, царь могущественный, царь вселенной, царь страны Биаинили (Наири), правитель города Тушпа».

## Внешняя политика
Реформы и перевооружение урартской армии, начатое предшественниками Ишпуини, постепенно превратили Урарту в значительно более сильную в военном плане державу. Царь Ишпуини начал осуществлять собственные завоевательные походы и расширять границы Урарту. В сохранившихся надписях, повествующих о военных походах Ишпуини, прослеживается три направления урартской экспансии того периода: на юго-восток от Тушпы в горные районы, на южное побережье озера Урмия и на север, в горные районы Закавказья. О юго-восточном походе рассказывает так называемая Келяшинская надпись Ишпуини, высеченная на ассирийском и урартском языках на большой стеле, обнаруженной на перевале к юго-западу от Урмии в районе нынешнего иракского города Равандуз. Важнейшим результатом этого похода стало завоевание и включение в состав Урарту буферного с Ассирией государства с центром в городе Мусасир (урарт. Ардини). Позднее Мусасир стал важным южным форпостом Урарту в противостоянии с Ассирией.
Келяшинская стела, установленная на горном перевале, на современной ирано-иракской границе, позволяет предполагать, что контроль Урарту при Ишпуини распространялся на всю область между западным берегом Урмии и горами, в настоящее время отделяющие Ирак от Ирана. Здесь же владения Ишпуини могли граничить с владениями Ассирии. Очевидно, к концу правления Ишпуини практически все районы, находившиеся вокруг озера Урмия, находились под властью Урарту, не только на севере и западе, но на юге и на востоке.
О походе в район южного побережья озера Урмия повествует надпись на обеих сторонах большой стелы, найденной восточнее озера Ван у селения Карагюндуз (арм. Харагонис). В надписи говорится о победах над городом Меишта и страною Баршуа (Парсуа) к югу от Манны, которые на долгое время стали объектом борьбы между Урарту и Ассирией. В надписи подробно описывается состав и численность войск Ишпуини:

Могуществом бога Халди отправились (в поход) на город Меишта Ишпуини, сын Сардури, (и) Менуа, сын Ишпуини; был Ишпуини могуч, Менуа могуч; в войске (их насчитывалось): 106 боевых колесниц, 9174 всадника, 2704 пеших воина. Предшествовал (?) бог Халди Ишпуини, сыну Сардури, (и) Менуа, сыну Ишпуини. Завоевали они города Меишта, Куа, Шариту, Нигиби, (города) страны Баршуа.

Таким образом, военные достижения Ишпуини положили начало расцвету царства Урарту, значительно расширив его границы в направлении территорий между озёрами Ван и Урмия, а также за счёт приурмийских районов. Усиление Урарту не могло не беспокоить Ассирию, ослабленную внутренними проблемами в конце правления Салманасара III. Новый царь Шамши-Адад V с первых лет своего правления начал военные действия против Урарту («страны Наири»), три года подряд направляя войска на север. Судя по содержанию надписи Шамши-Адада на монолите из Калху, во время второго похода (около 822 года до н. э.) ассирийские войска под предводительством Мутаррис-Ашшура достигли в Урарту серьёзных, хотя и, вероятно, случайных военных успехов:

В мой 2-й поход я отправил и отослал на страну Наири Мутаррис-Ашшура, начальника глав, мудрого, опытного в битве, разумного, с моими храбрецами и станом. Он дошел до Моря захода солнца, захватил 300 поселений Шарцины, сына Мекдиары, 11 укрепленных городов вместе с 200 поселений Ушпины, перебил их воинов, полонил полон, их добро, богатство, богов, сыновей и дочерей; разрушил, снес и сжег огнем их поселения.

Походы Ишпуини на север, о которых известно из четырёх его сохранившихся надписей (три из них найдены в районе оз. Ван, четвёртая севернее — около Алашкерта), были вызваны набегами племён из южного Закавказья. Ишпуини сообщает о своих победах над племенами Уитерухи, Луша и Катарза, вторгшихся в границы Урарту, вероятно, из долины Аракса и дошедших до Алашкерта при военной поддержке царей страны Этиухи (область к северу от горы Арагац). Победоносное войско Урарту состояло из 66 колесниц, более тысячи всадников (в сохранившейся надписи число всадников повреждено) и 15760 пеших воинов.

## Религия и строительство
Централизация государства и усиление царской власти при Ишпуини неизбежно отразились и на религии Урарту. Вероятно, именно в тот период сформировался единый пантеон урартских богов, ранее бывших покровителями отдельных племён и городов наири. Верховным божеством страны был признан бог Халди, центр почитания которого находился в Мусасире. На ступень ниже от него располагались ещё два бога центральной части Урарту — бог войны Тейшеба, которому издревле поклонялись в Кумену, и бог солнца Шивини, традиционно почитавшийся в Тушпе. Со времени Ишпуини все важнейшие надписи в Тушпе стали обращаться к богу Халди, а не к Шивини; в официальных царских текстах начали использовать формулы «силой бога Халди» и «могуществом бога Халди».
Дошедшая до наших дней надпись на стене ниши Мхер-капуси («Дверь Мхера») содержит указания Ишпуини относительно размеров жертвоприношений различным божествам, из которых можно составить перечень и понять иерархию урартских богов и богинь (помимо трёх верховных богов, в надписи упоминается ещё порядка сорока богов и шестнадцать богинь). Кроме собственно богов, специальные жертвы должны были регулярно приноситься оружию, величию, воинству, воротам, милости и могуществу бога Халди, воинству и воротам бога Тейшеба и воротам бога Шивини. Богам предписывалось приносить в жертву козлят, быков и овец (второстепенным — только овец), а богиням — коров и овец (второстепенным — только коров или овец).
Сохранившиеся надписи Ишпуини и археологические данные свидетельствуют о проведении им обширного строительства в районе Тушпы, в частности, о возведении храмов и других сооружений, посвященных урартским богам. Хотя сами возведённые им строения не сохранились, были обнаружены отдельные камни, обломки и базы колонн, содержащие надписи «Ишпуини, сын Сардури, этот храм построил» или «Ишпуини, сын Сардури, этот дом построил». Эти камни были найдены как на месте самой Тушпы, так и в окрестностях озера Ван (селенияа Цвастан, Леск, Патноц, Оскебак). Согласно обнаруженным надписям при Ишпуини были построены, как минимум две урартские крепости — небольшое укрепление в Анзафе и более внушительная цитадель в Зивистане — обе в пределах 16-ти километров от Тушпы.

## Семья
Пространные надписи Ишпуини, сына Сардури, содержат упоминание его сына и наследника Менуа, а в надписи у восточных ворот Ванской цитадели, рассказывающей о строительстве культовых ворот бога Халди, также упоминается его внук Инушпуа, сын Менуа. Постоянное упоминание Менуа в надписях Ишпуини, по мнению Меликишвили, объясняется стремлением Ишпуини утвердить Менуа в глазах подданных в качестве наследника престола. Связано это было, судя по всему, с тем, что Менуа не был старшим сыном Ишпуини. Старшим сыном, вероятно, был Сардури, носивший имя деда и упомянутый в анналах ассирийского царя Сардури II, захватившего при взятии Мусасира его бронзовую статую в молитвенной позе и отлитые по его приказу статуи быка и коровы с телёнком. Сардури, сын Ишпуини, вообще не упоминается в надписях отца, возможно, при Ишпуини он был наместником Мусасира.